# Destral
Una destral és una eina amb un tall metàl·lic que està fixat, a través d'un trau o forat normalment quadrangular, a un mànec, generalment de fusta. L'extrem pla de la fulla d'una destral, oposat al del tall, rep el nom d'ullera, esquena de la destral, cabota, cua o cabossa de la destral. La part de la fulla compresa entre el tall i l'ullera sol rebre el nom d'espasa de la destral.
L'ús típic que hom dona a les destrals és de tallar llenya, arbres i carn, però en el passat es van usar com armes de caça i guerra, especialment pels vikings, normands, indis, anglesos, francesos, etc., que van emprar destrals d'armes (de guerra) des del Neolític, o les destrals llancívoles (francisca, tomahawk). Els bombers usen destrals per a obrir-se pas a través de portes i finestres en els incendis. També s'usen en esports com la tallada de troncs (vegeu aizkolari) i el llançament de destral.
L'origen de la destral ha de situar-se a la prehistòria. Les pedres de silici tallades en forma amigdaloide, i les de diorita o basalt polides en un o dos extrems, i de vegades amb una tallet enmig, se subjectaven amb forts lligams a un pal, formant amb ell angle recte, i servien com arma ofensiva en les lluites entre els homes o contra els animals salvatges. Són molt notables les destrals martell de Dinamarca, amb un orifici en el centre, semblants als models actuals.
A l'edat del bronze es fabricaven d'aquest metall o de coure destrals semblants a les neolítiques, abocant el metall fos dins motlles de pedra. Les destrals de coure també es lligaven a un mànec de fusta mitjançant ranures i una ansa, o s'unia en ell per mitjà d'una espècie de tub que actuava com mànec. Tant els perses com els egipcis van utilitzar destrals de bronze o de ferro com armes de combat, ja que se n'han trobat algunes a tombes faraòniques i d'altres apareixen representades a les pintures murals. Així mateix, també les van utilitzar els pobles prehel·lens, com mostren les troballes fetes a les excavacions de Troia.
Els grecs, que l'anomenaven πέλεκυς, amb prou feines se'n van servir. Els romans, que designaven les destrals amb el mot sĕcūris, les van utilitzar molt per a les tropes auxiliars i com distintiu dels lictors, qui duien una destral dintre dels seus fasces. Va ser també una de les armes emprades pels pobles germànics i, de manera especial, pels francs (la famosa francisca), i, a l'edat mitjana va estar molt en voga entre els exèrcits europeus. Tanmateix, a partir de final del segle xiv va prendre la forma doble de llança i destral, confonent-se d'aquesta manera després amb l'alabarda. Cap a la darreria del segle xvii va deixar de ser una arma popular de combat a Europa, excepte a la marina de guerra, en la qual va continuar tenint presència amb l'anomenada destral d'abordatge.

## Origen
L'origen de la destral ha de situar-se a la prehistòria. També els primers exemples de destrals de mà es remunten a 1,6 milions d'anys en el període Olduvai tardà, al sud d'Etiòpia al voltant d'1,4 milions d'anys, i en dipòsits d'1,2 milions d'anys a la Gola d'Olduvai. Les destrals de pedra fetes amb talls de tall mòlta es van desenvolupar per primera vegada en algun moment a finals del Plistocè a Austràlia, on fragments de destrals amb tall triturat de llocs a Arnhem Land es remunten almenys en 44.000 anys; Les destrals amb tall afilat van estar més tard presents al Japó en algun moment al voltant de 38.000 BP, i es coneixen de diversos llocs del Paleolític superior a les illes de Honshu i Kyushu.
Les destrals amb mànec es coneixen per primera vegada en el període Mesolític (c. 6000 aC). S'han trobat pocs mànecs de fusta d'aquest període, però sembla que la destral normalment estava empunyada en encunyar. Les amarres de brea de bedoll i cuir cru es van utilitzar per fixar el full.
La distribució de destrals de pedra és una indicació important del comerç prehistòric. El tall fi s'usa per determinar la procedència de les fulles de pedra. A Europa, les "fàbriques de destrals" del Neolític, on es tallaven milers de destrals de pedra mòlta, es coneixen de molts llocs, com:
- Great Langdale, Anglaterra (toba)
- Illa de Rathlin, Irlanda (porcelanita)
- Krzemionki, Polònia (pedernal)
- Mines neolítiques de sílex de Spiennes, Bèlgica (pedernal)
- Plancher-les-Mines, França (pelita)
- Vall d'Aosta, Itàlia (onfacita).

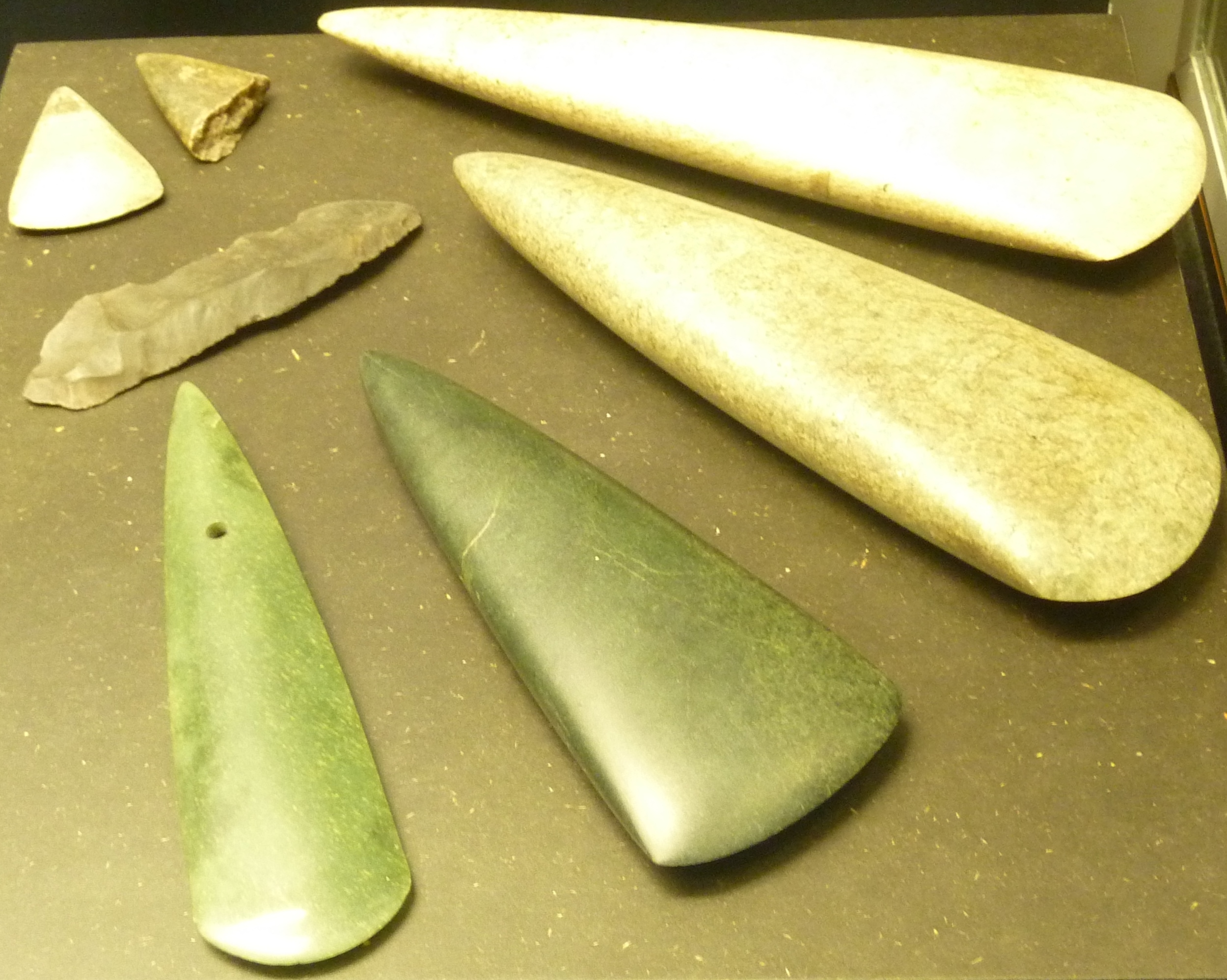
Destrals polides trobades en 1861 al monticle de la Croix de Kerham a Ploemeur, França (cap a 4500 a 4000 a. C.).

Les destrals de metall encara es produeixen i s'usen avui dia en parts de Papua, Indonèsia. L'àrea Mount Hagen de Papua Nova Guinea era un important centre de producció. Les pedres de sílice tallades en forma amigdaloide, i les de diorita o basalt polides en un o dos extrems, i de vegades amb una osca al mig, se subjectaven amb forts lligadures a un pal, formant amb ell angle recte, i servien com a arma ofensiva en les lluites entre els homes o contra els animals salvatges. Són molt notables les destrals martell de Dinamarca, amb un orifici al centre.
En l'Edat del Bronze es fabricaven d'aquest metall o de coure destrals semblants a les neolítiques, buidant-les en motlles de pedra. Les destrals de coure es lligaven igualment a un pal, mitjançant ranures i una rosa, o s'hi unia per mitjà d'una mena de tub que actuava com a mànec. Tant els perses com els egipcis van utilitzar destrals de bronze o de ferro com a armes de combat, ja que se n'han trobat algunes en tombes faraóiques i unes altres apareixen representades en pintures. Així mateix, també les van utilitzar els pobles prehel·lènics, com mostren les troballes fetes a les excavacions de Troia.

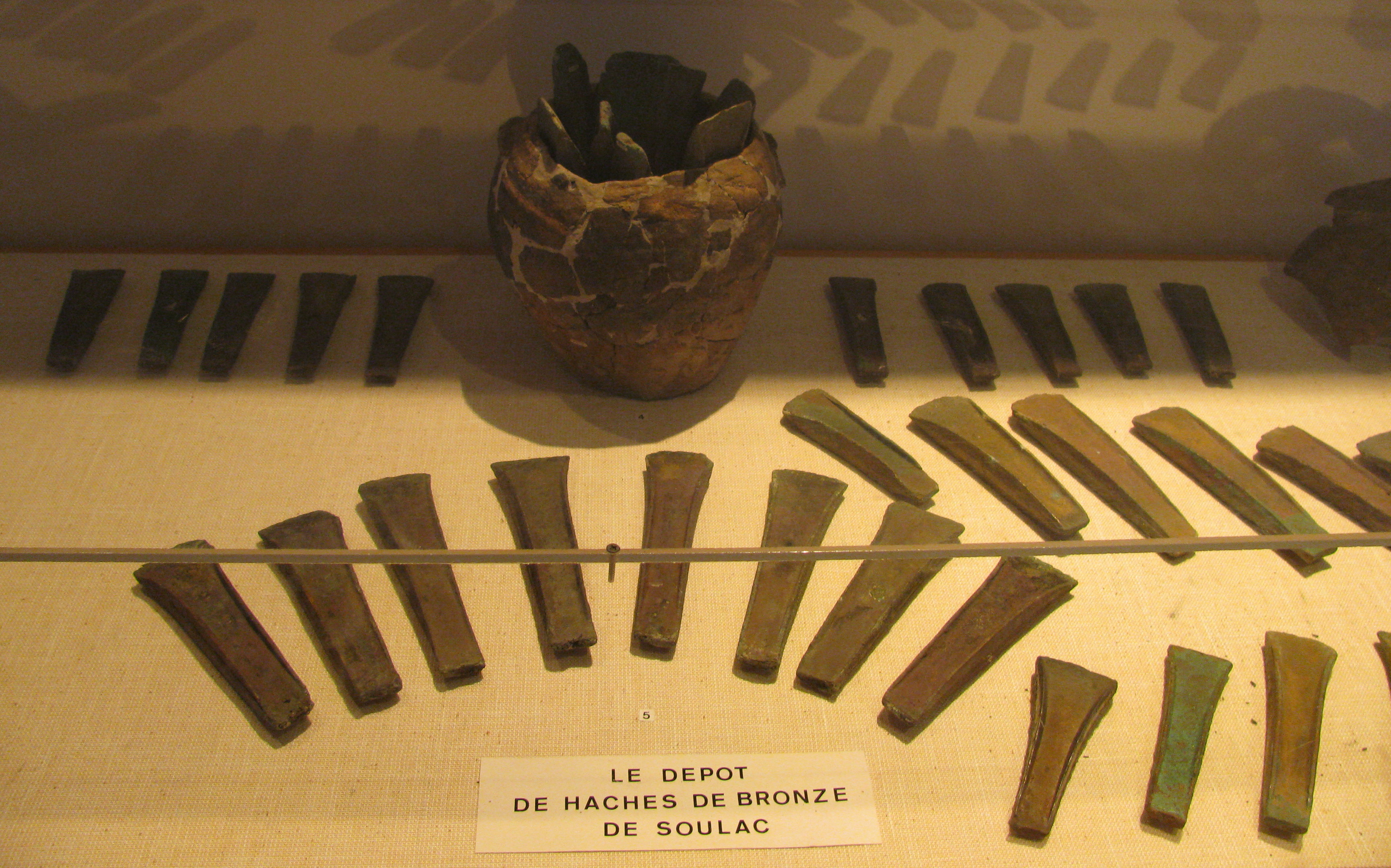
Destrals bridades de l'Edat de Bronze - Museu de Solac, França.
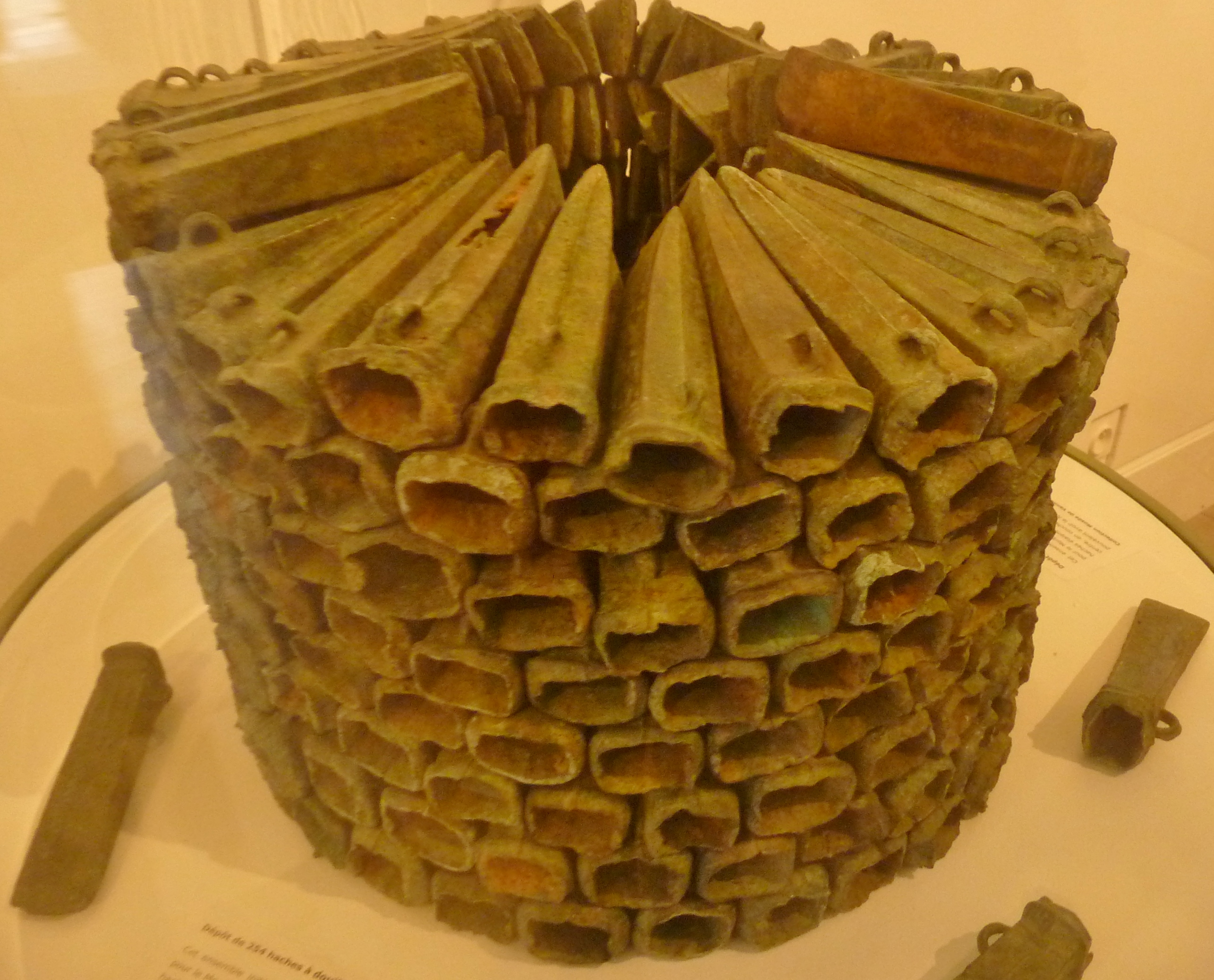
Jaciment de destrals de boca de Langonnet (Museu d'Història i Arqueologia de Vannes), França
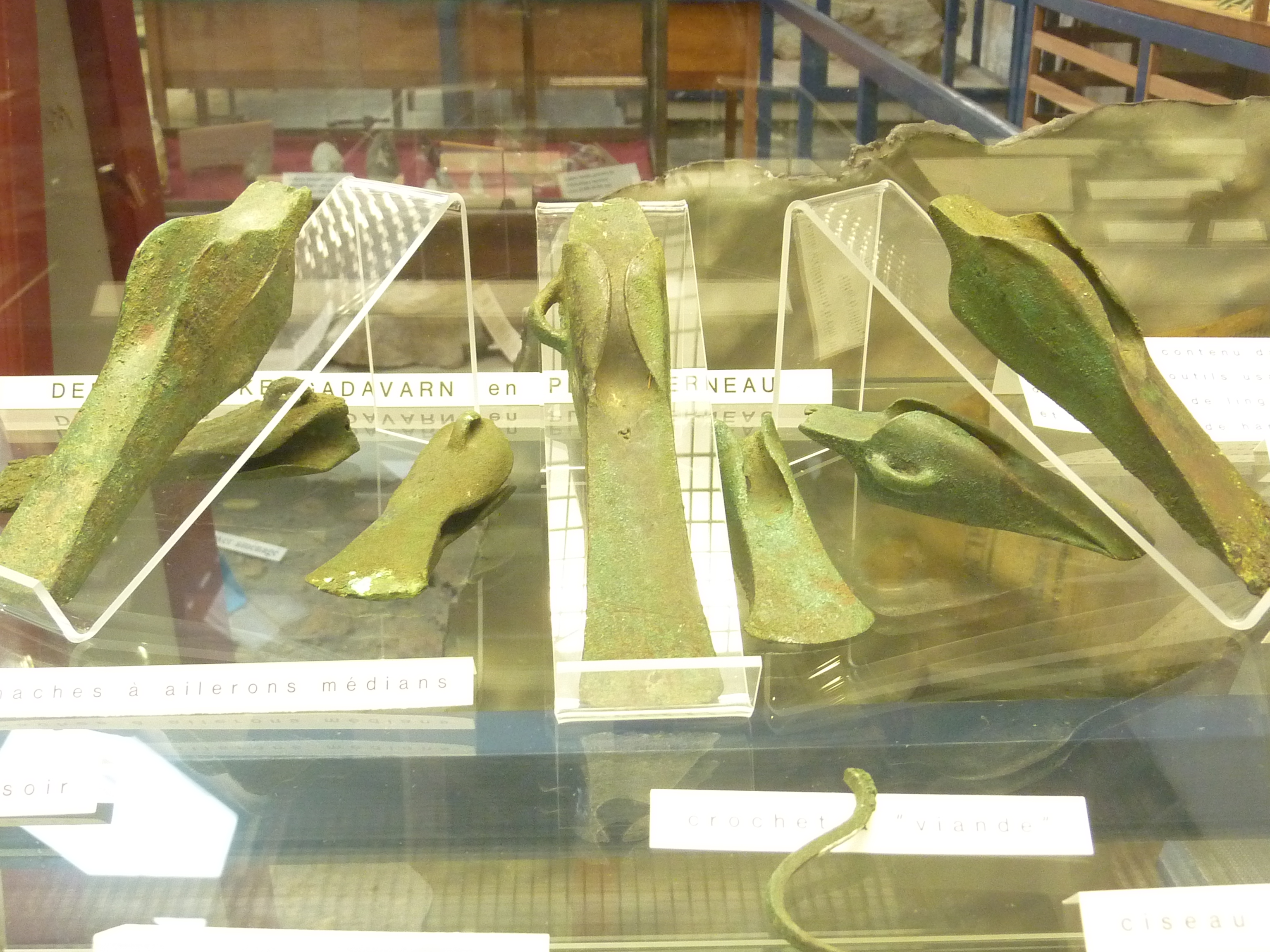
Destrals d'aletes trobades al jaciment de Kergadavarn a Plouguerneau (Musée de la préhistoire finistérienne de Penmarc'h)

Els grecs amb prou feines se'n van servir. Els romans les van utilitzar molt per tallar-li els membres a les tropes auxiliars i com a distintiu dels lictorés, els qui portaven la destral de doble tall dins dels seus fasces. Va ser també arma dels germans i els francs, i a l'edat mitjana va estar molt en voga en els exèrcits europeus, guardant molt semblant amb l'eina del mateix nom. Però des de fins del segle xiv va prendre la forma doble de llança i destral, confonent-se després amb l'alabarda. Cap a mitjans o finals del segle xvii va deixar de ser una arma popular de combat a Europa, excepte a la marina de guerra, amb l'anomenada destral d'abordatge.

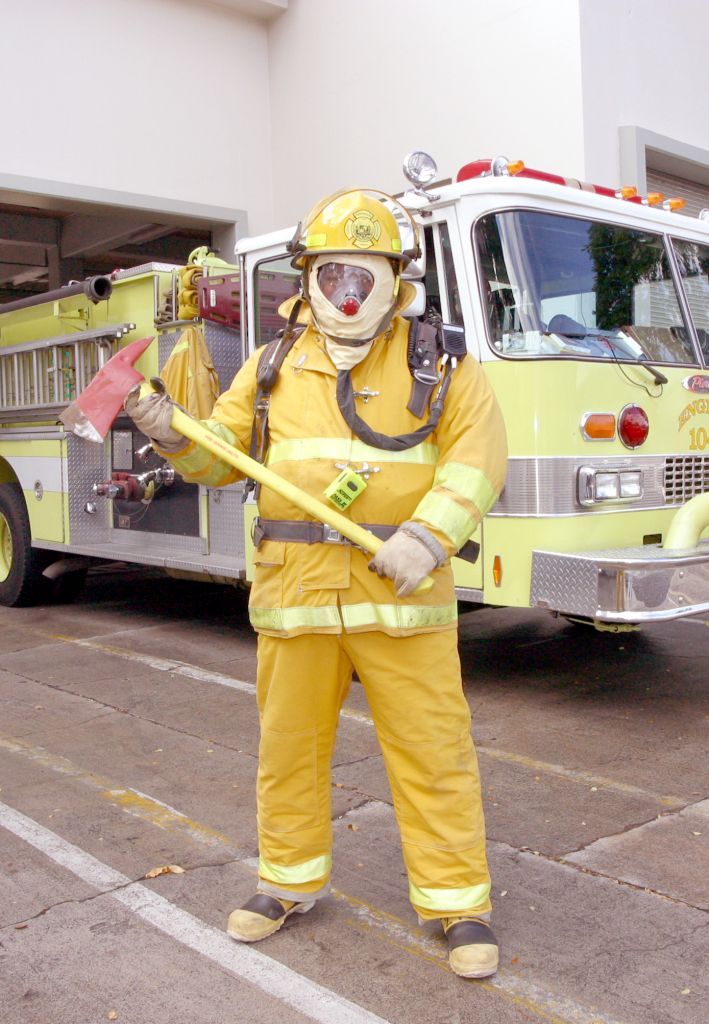
Els bombers usen destrals per obrir-se pas a través de portes i finestres als incendis
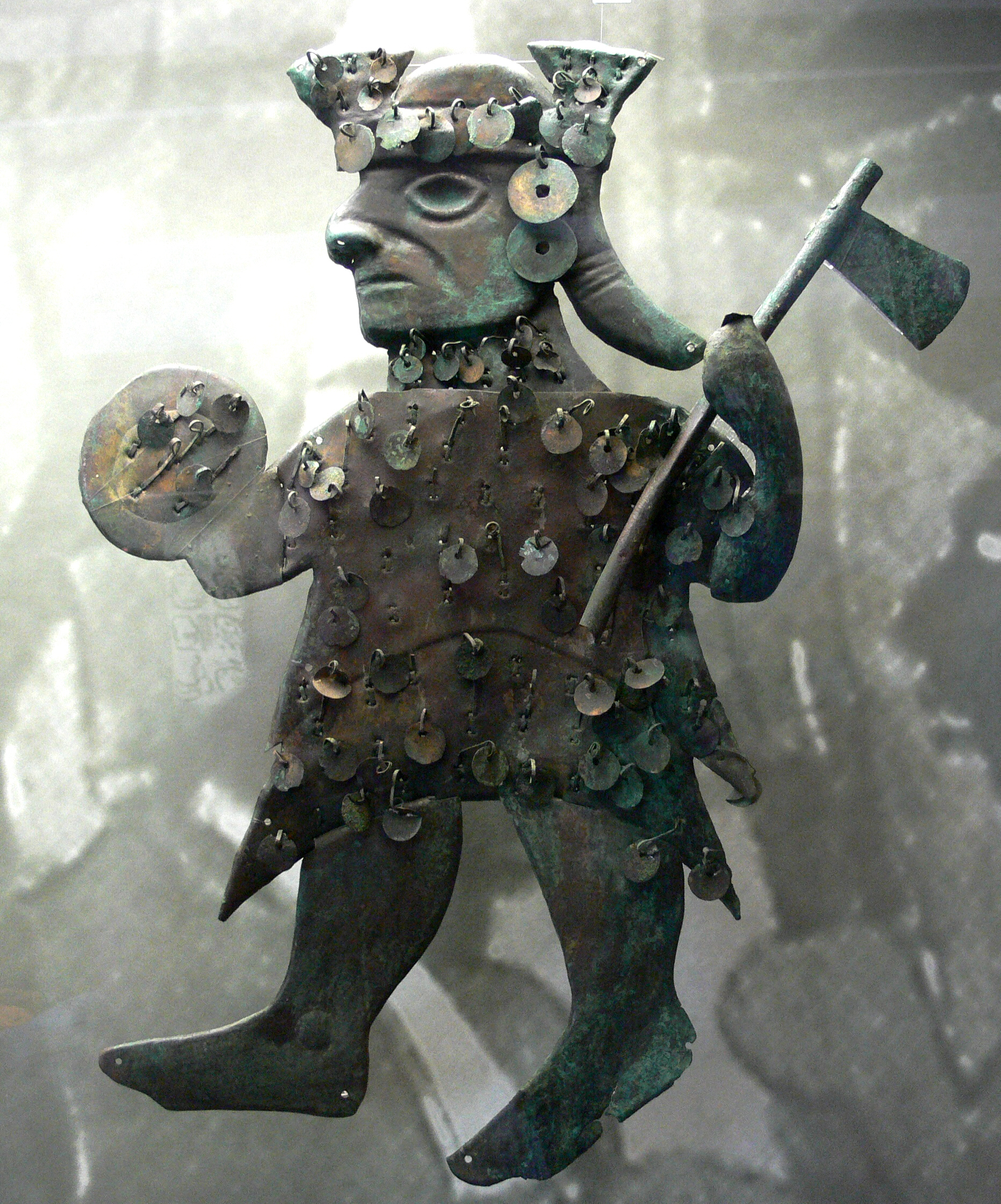
Guerrer mochica equipat amb destral i escut
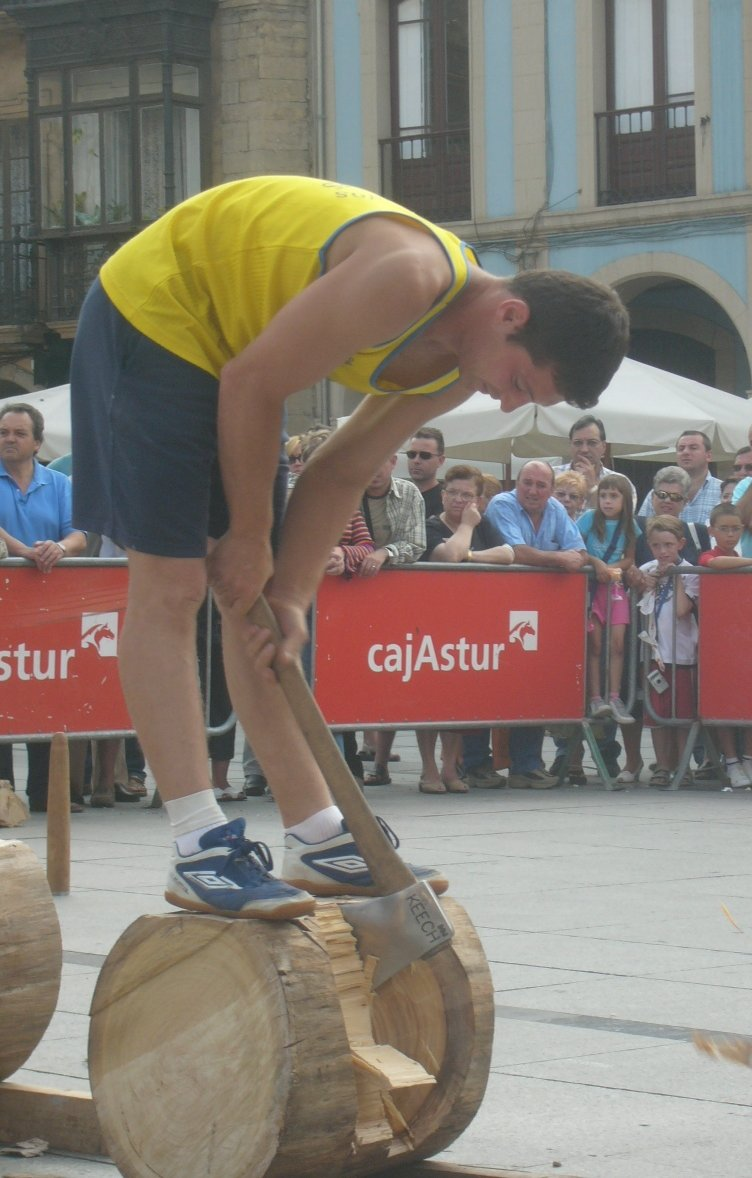
Les destrals es fan servir en esports com l'aizkolari, el tall de troncs, i el llançament de destral.
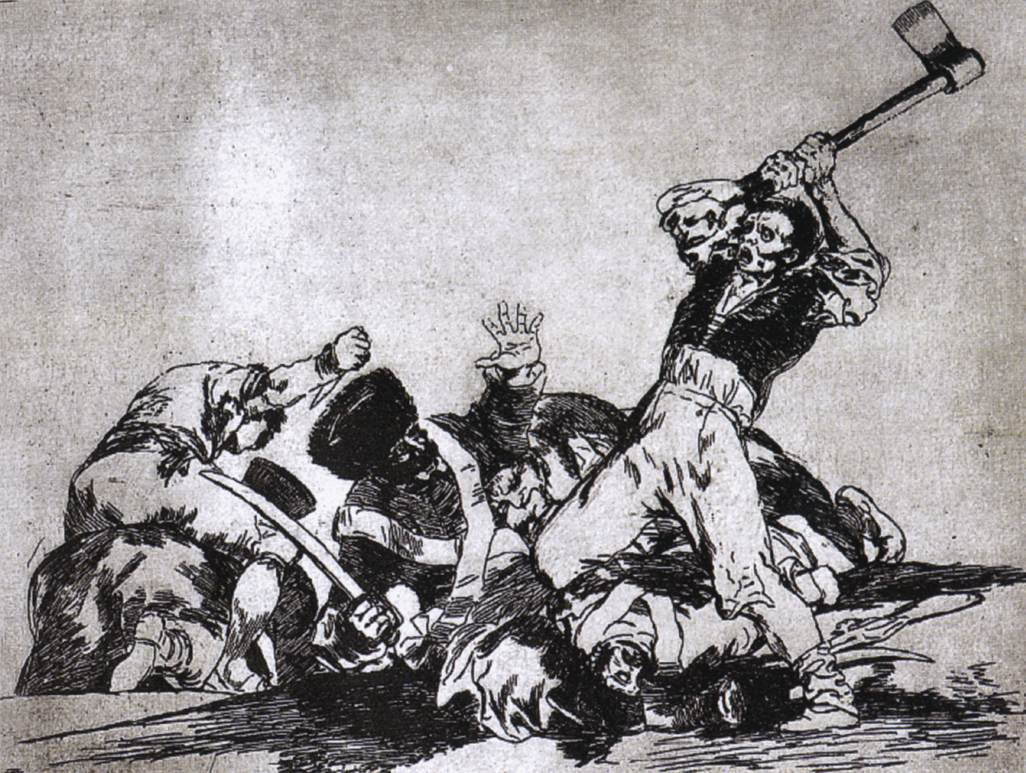
Els desastres de la guerra, «Lo mismo». Francisco de Goya reflecteix en la seva obra gràfica la brutalitat i barbàrie a què es va arribar a la guerra de la independència espanyola.
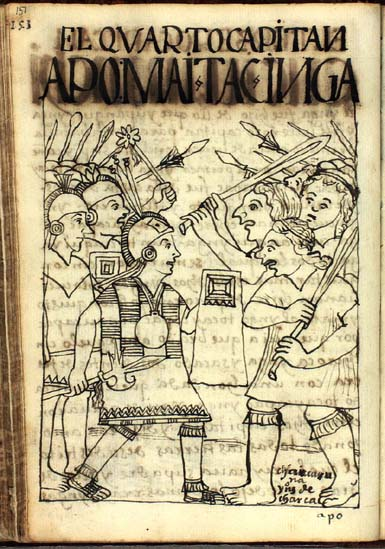
A l'esquerra, un capità incaic portant una destral. Denotaven prestigi i rang dins de l'exèrcit inca
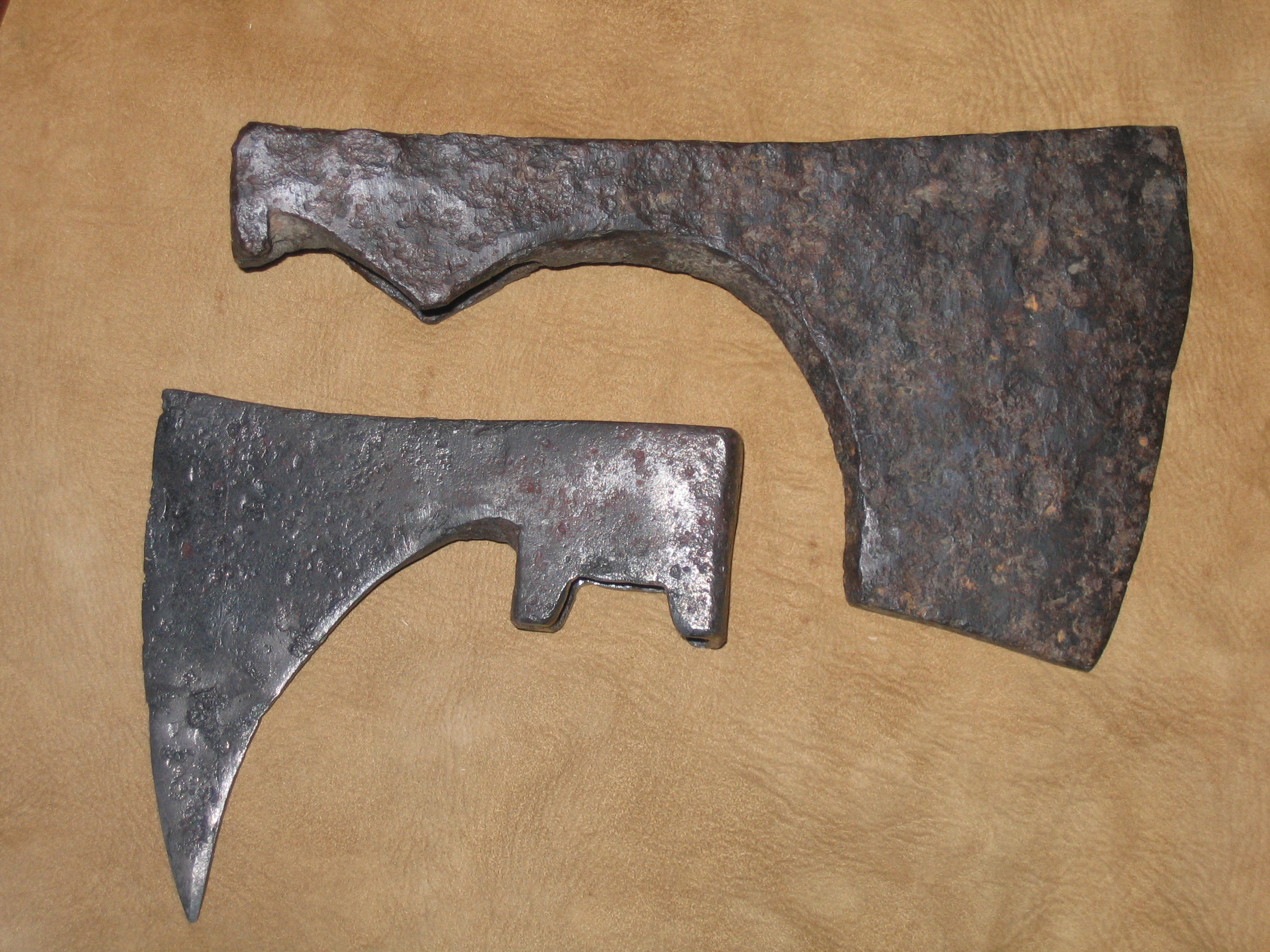
Fulles de destral vikingues
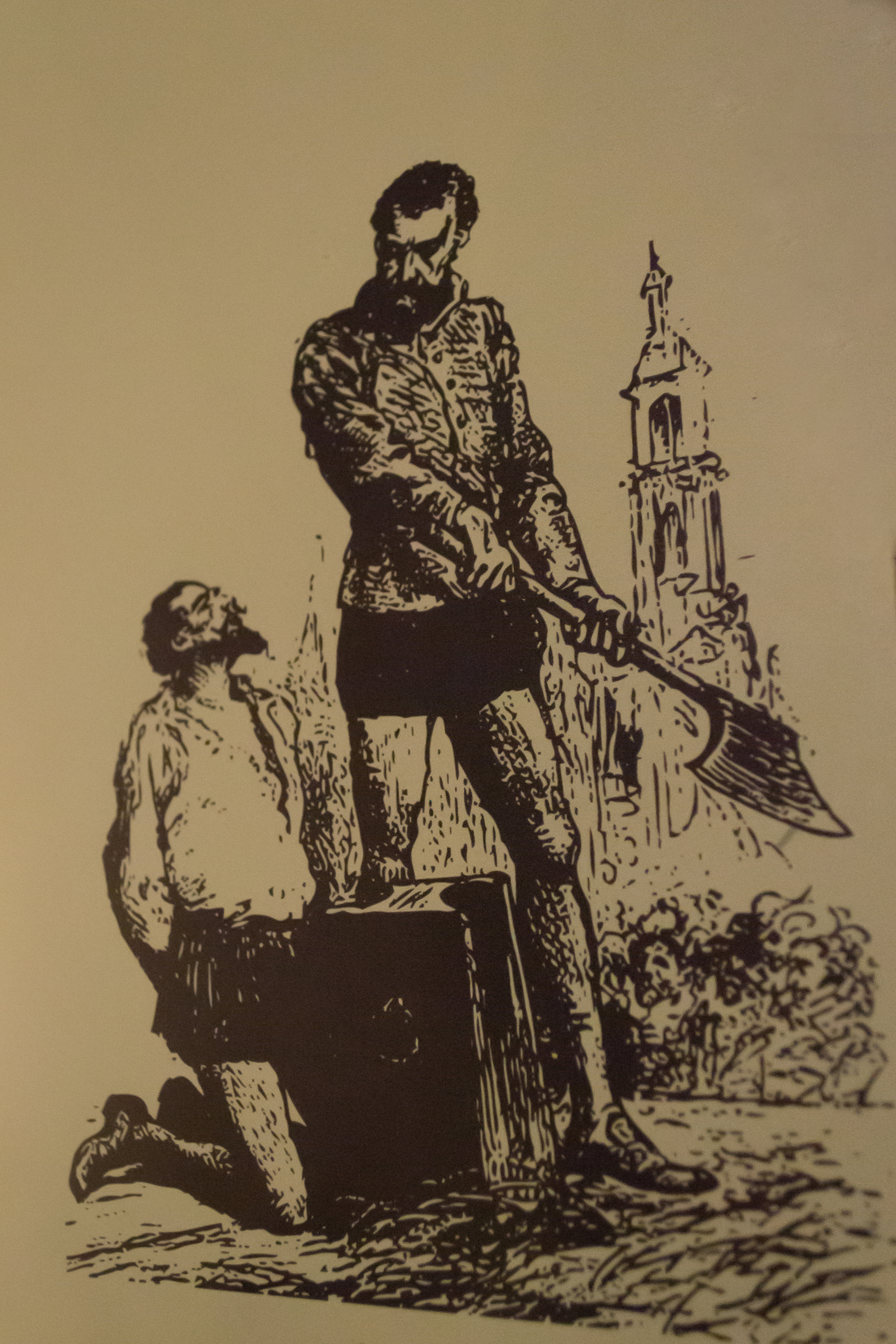
Execució per decapitació amb destral
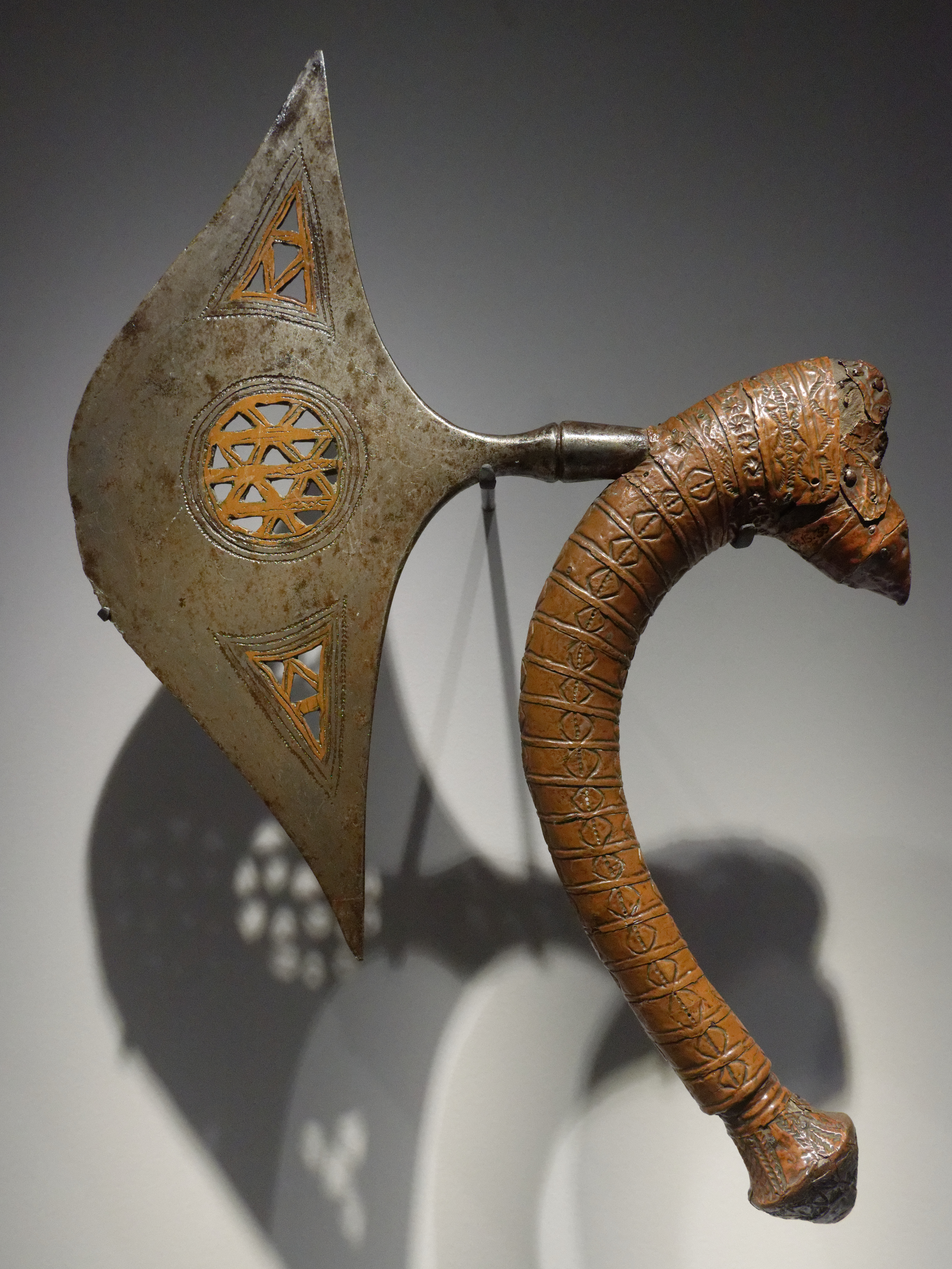
Destral tradicional bantú

## La destral a la cultura
Almenys des del Neolític tardà, les destrals elaborades (destral de guerra, destrals-T, etc.) van tenir un significat religiós i van indicar probablement l'estat exaltat del seu propietari. Alguns exemplars de destrals trobats a excavacions arqueològiques gairebé mai no mostren trets de desgast. Els dipòsits descoberts de fulles de destrals sense mànec del Neolític mitjà (tals com Somerset Levels a la Gran Bretanya) poden haver estat presents fets a deïtats.
A la Creta minoica, la labrys (destral doble) o λάβρυς, va tenir un significat especial. Les destrals de doble tall daten d'abans del Neolític.
En 1998, una labrys (λάβρυς), amb un mànec elaboradament embellit, va ser trobada a Cham-Eslen, Cantó de Zug, Suïssa. El mànec fa 120 cm de llarg i estava embolicat en ornaments. La fulla del destral fa 17,4 cm de llarg i és feta de serpentina, extreta de l'àrea de Gotthard. El mànec té un orifici bicònic perforat, subjecte a banyes, per pressió, i a quitrà de bedoll. Pertany a la cultura Cortaillod primerenca.
Als fasces romanes, la destral simbolitzava l'autoritat d'executar la pena capital. Els fasces foren emprats com a símbol de la Itàlia feixista a càrrec de Mussolini. El moviment feixista va prendre el nom, precisament, d'aquest mot llatí.
En el folklore, es creia que les destrals de pedra eren trons, raó per la qual s'usaven per a protegir les construccions dels llamps, ja que míticament es pensava que un llamp mai no cauria dues vegades en un mateix lloc. Això va causar algunes tortedures en la distribució de destrals.
Les destrals de ferro van ser importants a més en la superstició. Una destral llancívola podria mantenir allunyada una tempesta de calamarsa. De vegades, les destrals eren situades en els cultius, amb les seves puntes apuntant al cel, per a protegir les collites del mal temps.
Una destral vertical enterrada sota l'ampit de la finestra d'una casa mantindria allunyada la bruixeria, mentre que una destral sota el llit asseguraria la descendència masculina.

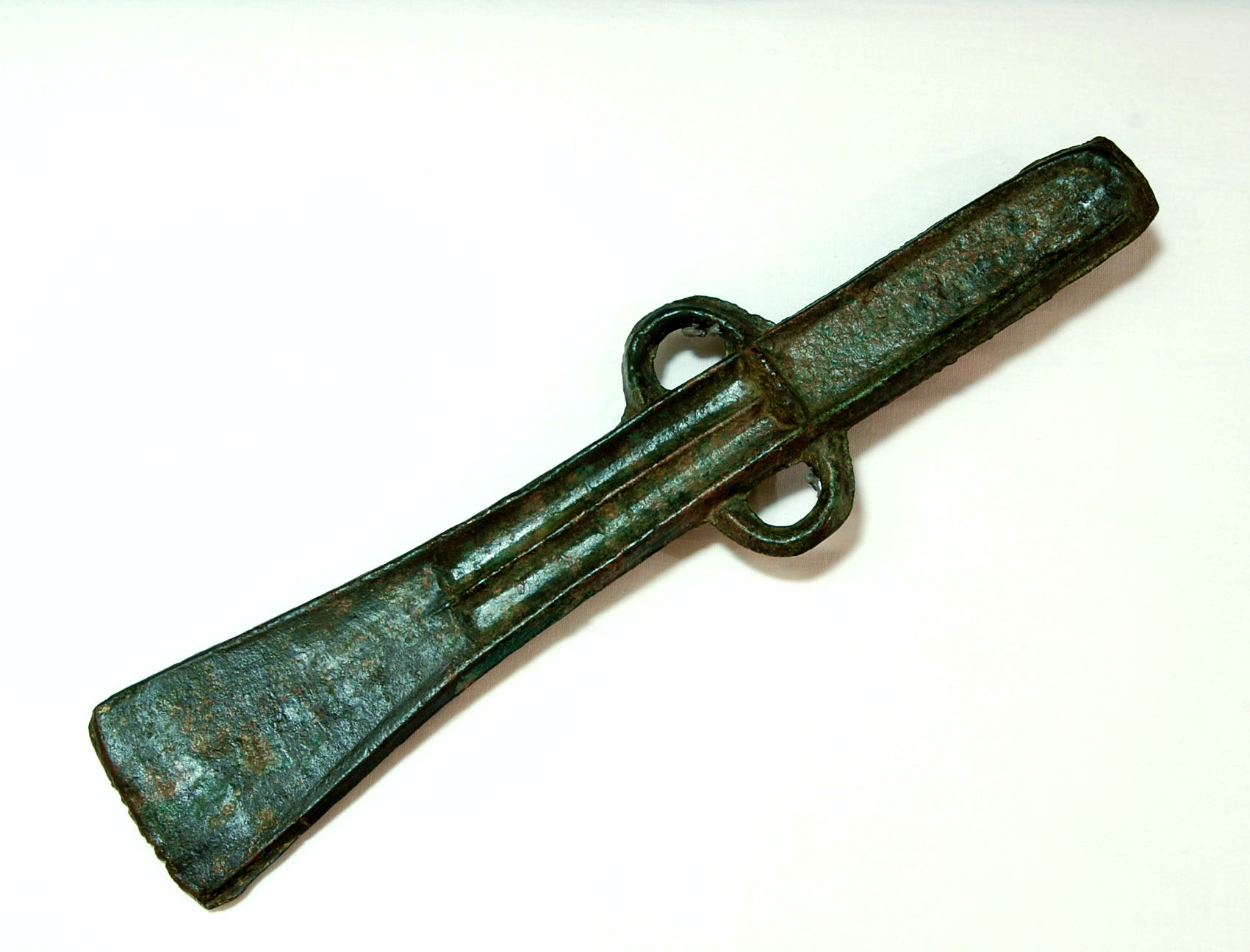
Destral de doble anell datada al segle xi aC i conservada a la Biblioteca Museu Víctor Balaguer de Vilanova i la Geltrú
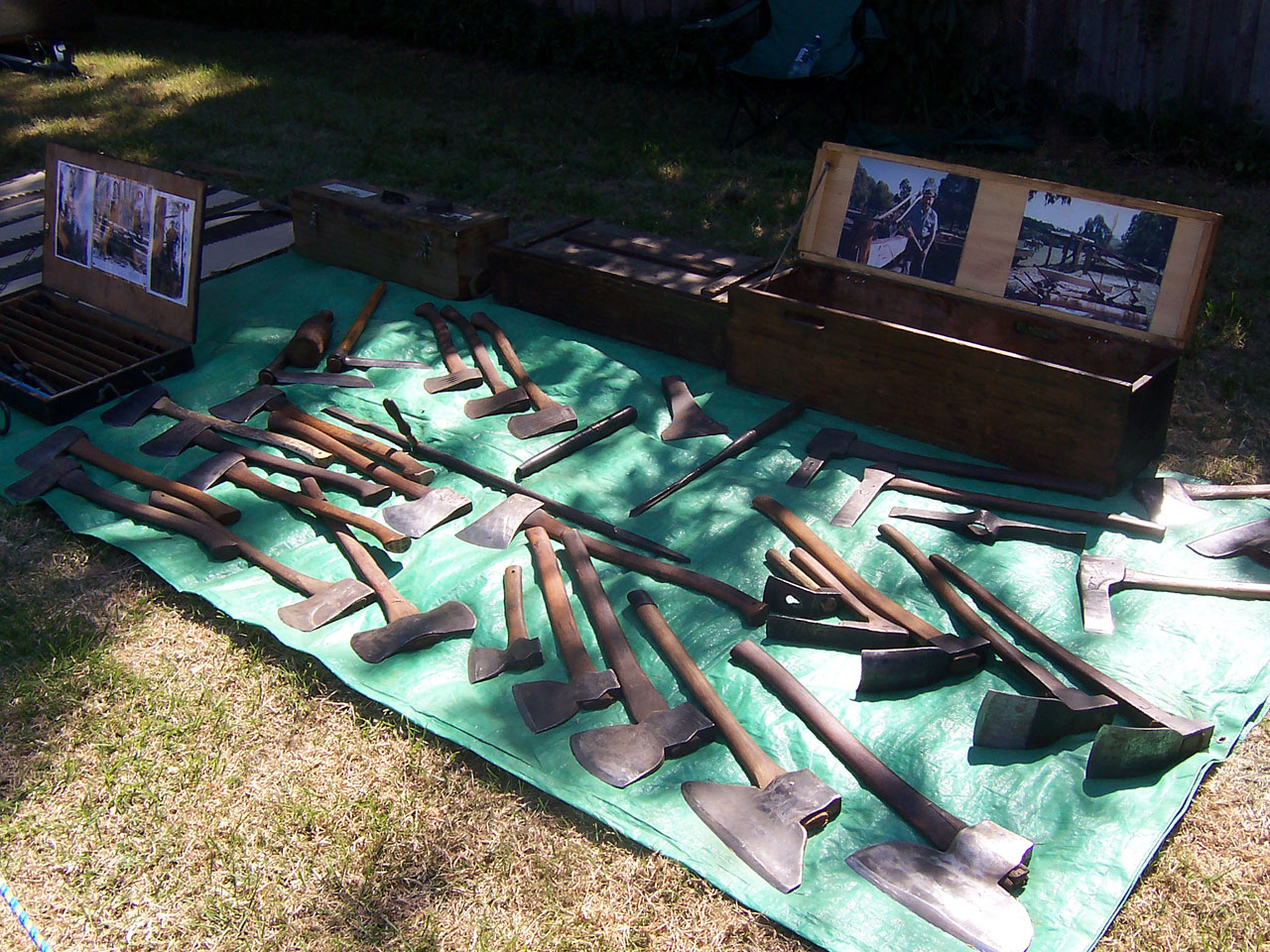
Una col·lecció de destrals australianes
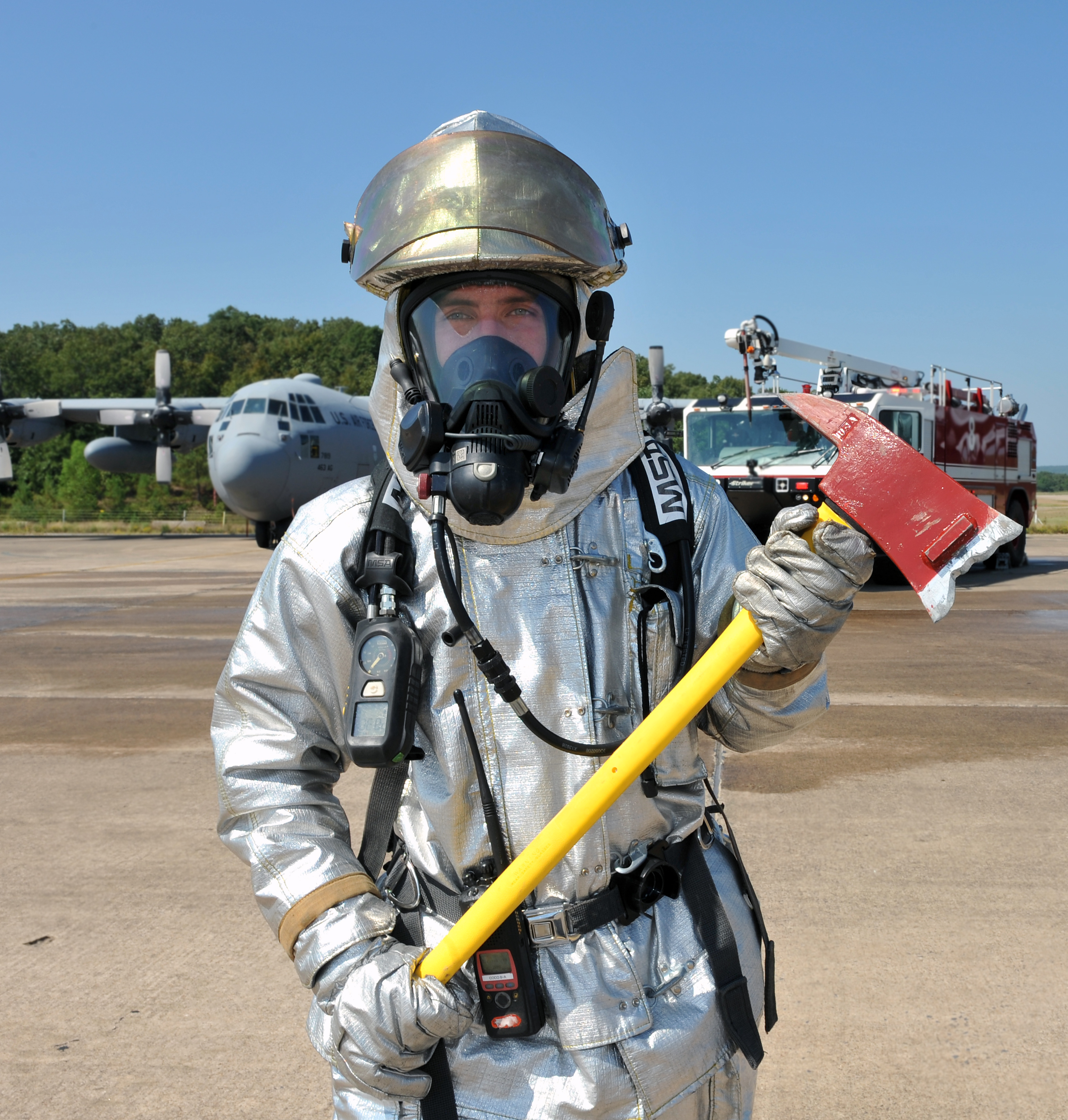
Destral de bomber
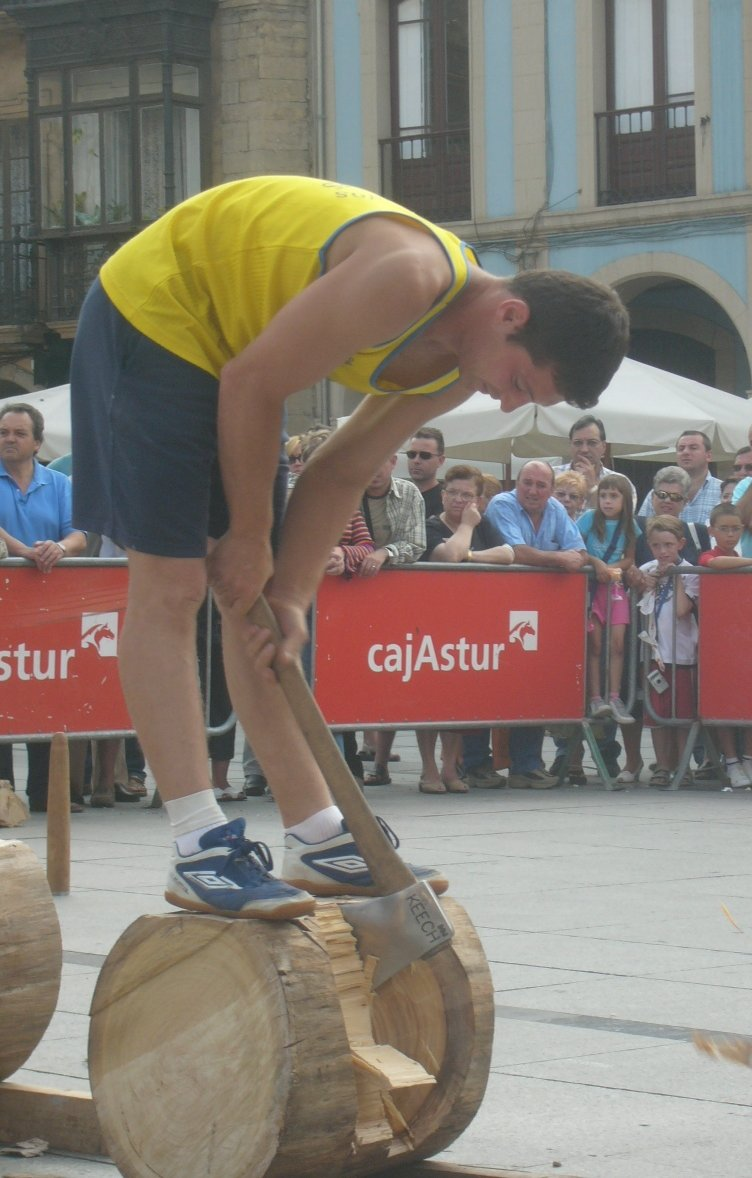
Aizcolari tallant un tronc amb destral

Bascs, australians i neozelandesos van desenvolupar variants d'esports rurals que van perpetuar les tradicions de la tallada de troncs amb destral. Les variants basques, partint horitzontalment o verticalment troncs disposats, són genèricament anomenades aizkolaritza (de aizkora: destral). A la mitologia ioruba, l'oshe (destral de doble cap) simbolitza Shango, Orisha (déu) del tro i el llamp. Es diu que representa la justícia ràpida i balancejada. L'altar de Shango conté sovint la figura tallada d'una dona sostenint un present per al déu amb una destral de doble fulla clavada en el seu cap.
La destral acompanya diverses representacions de sants, entre els quals cal destacar Macià (apòstol), Justí el Màrtir, Bartomeu apòstol i Thomas More.

## Tipus

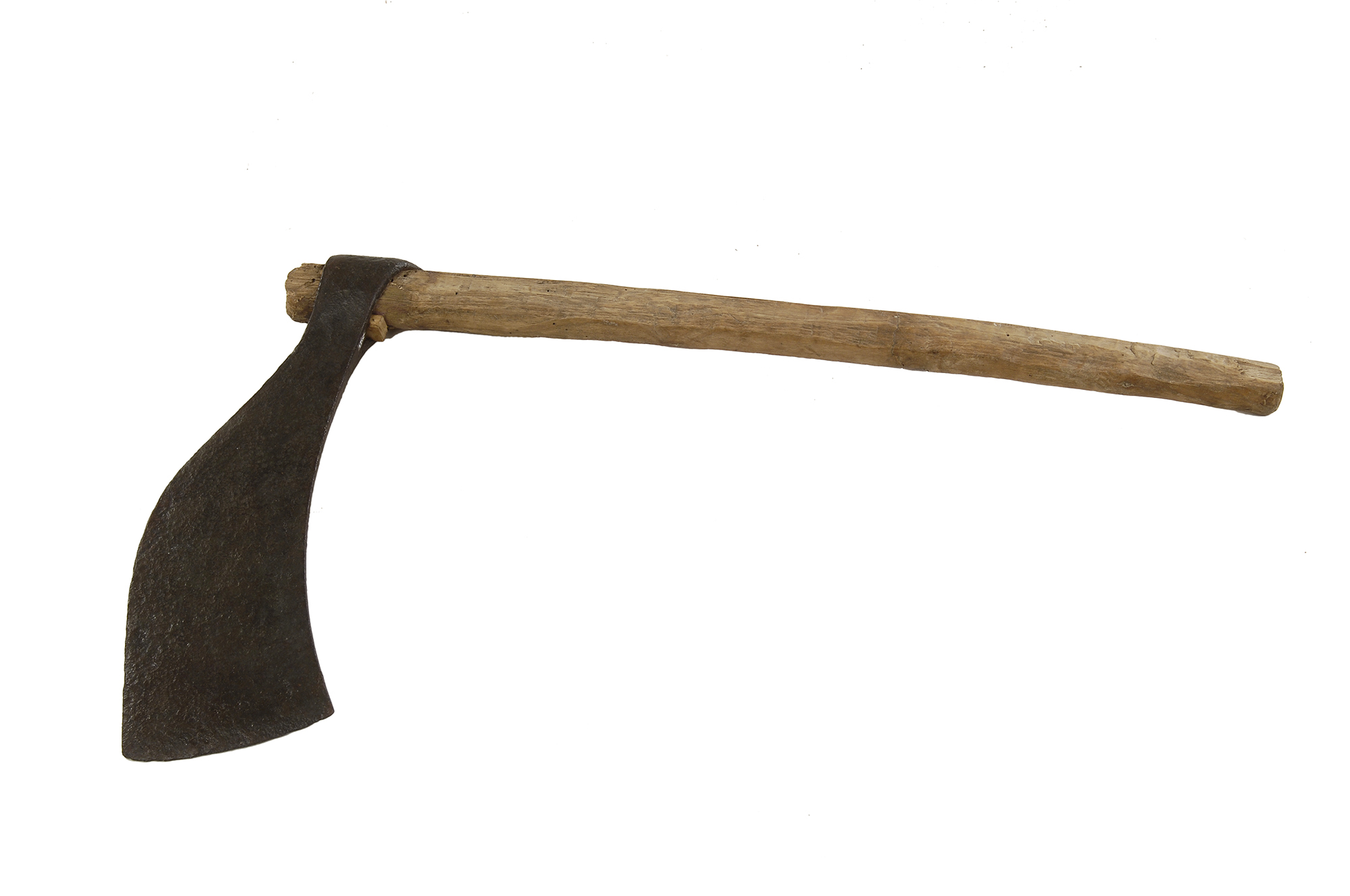
Destral catalana de la col·lecció del Museu Valencià d'Etnologia.

Al País Valencià hi ha tres tipus de destrals tradicionals. Tanmateix, estes tipografies són orientatives, ja que en món real cada llenyater adapta la seua ferramenta a les necessitats de l'entorn.
- La destral curta, que té un recorregut de tall més llarg. Penetra poc en la fusta però l'ascla més.[10]
- La destral llarga té un recorregut aproximadament la meitat de la curta. S'endinsa prou en el tronc quan se li dona un colp.[11]
- La destral catalana té un recorregut de tall lleugerament més estret que la curta, i la mateixa longitud de la llarga. A més té una forma lleugerament corbada.[11] Compleix les funcions d'ambdues anteriors. Ascla la fusta i penetra a fons.[11]
- L'atxa és una arma de guerra derivada en part de la destral. Conté una fulla de destral, un martell oposat a aquesta i al capdamunt del mànec, un dard punxegut.[12]

A banda d'estes també hi ha destraletes, que serveixen per a tallar branques menudes i descorfar els arbres.
Un altre instrument de tall és la serra. La mida d'esta ve en funció de la grossària dels troncs a serrar. Té unes dimensions que oscil·len entre el metre i mig de llarg i quinze centímetres d'ample, fins a ultrapassar els dos metres i mig i els trenta-cinc, respectivament.
Les serres de tallar arbres són manipulades per dos o tres persones, depenent de la longitud de la ferramenta. La tallada es fa en sentit horitzontal i perpendicular al tronc. Generalment les serres de llenyater no tenen totes les dents de la mateixa mida, sinó que es fan desiguals perquè el mos en la fusta siga més efectiu. A voltes, un dels membres de la colla és l'encarregat de llimar la serra i dirigir el tall per tal de fer més cundidora la faena.

### Destrals neolítiques
- W. Borkowski, Krzemionki mining complex (Warszawa 1995)
- P. Pétrequin, La hache de pierre: carrières vosgiennes et échanges de lames polies pendant le néolithique (5400 - 2100 av. J.-C.) (exposition musées d'Auxerre Musée d'Art et d'Histoire) (Paris, Ed. Errance, 1995).
- R. Bradley/M. Edmonds, Interpreting the axe trade: production and exchange in Neolithic Britain (1993).
- P. Pétrequin/A.M. Pétrequin, Écologie d'un outil: la hache de pierre en Irian Jaya (Indonésie). CNRS Éditions, Mongr. du Centre Rech. Arch. 12 (Paris 1993).

### Destrals medievals
- Schulze, André(Hrsg.): Mittelalterliche Kampfesweisen. Band 2: Kriegshammer, Schild und Kolben. - Mainz am Rhein. : Zabern, 2007. - ISBN 3-8053-3736-1

### Superstició
- H. Bächtold-Stäubli, Handwörterbuch des deutschen Aberglaubens (Berlin, De Gruyter 1987).